# Malajálamové

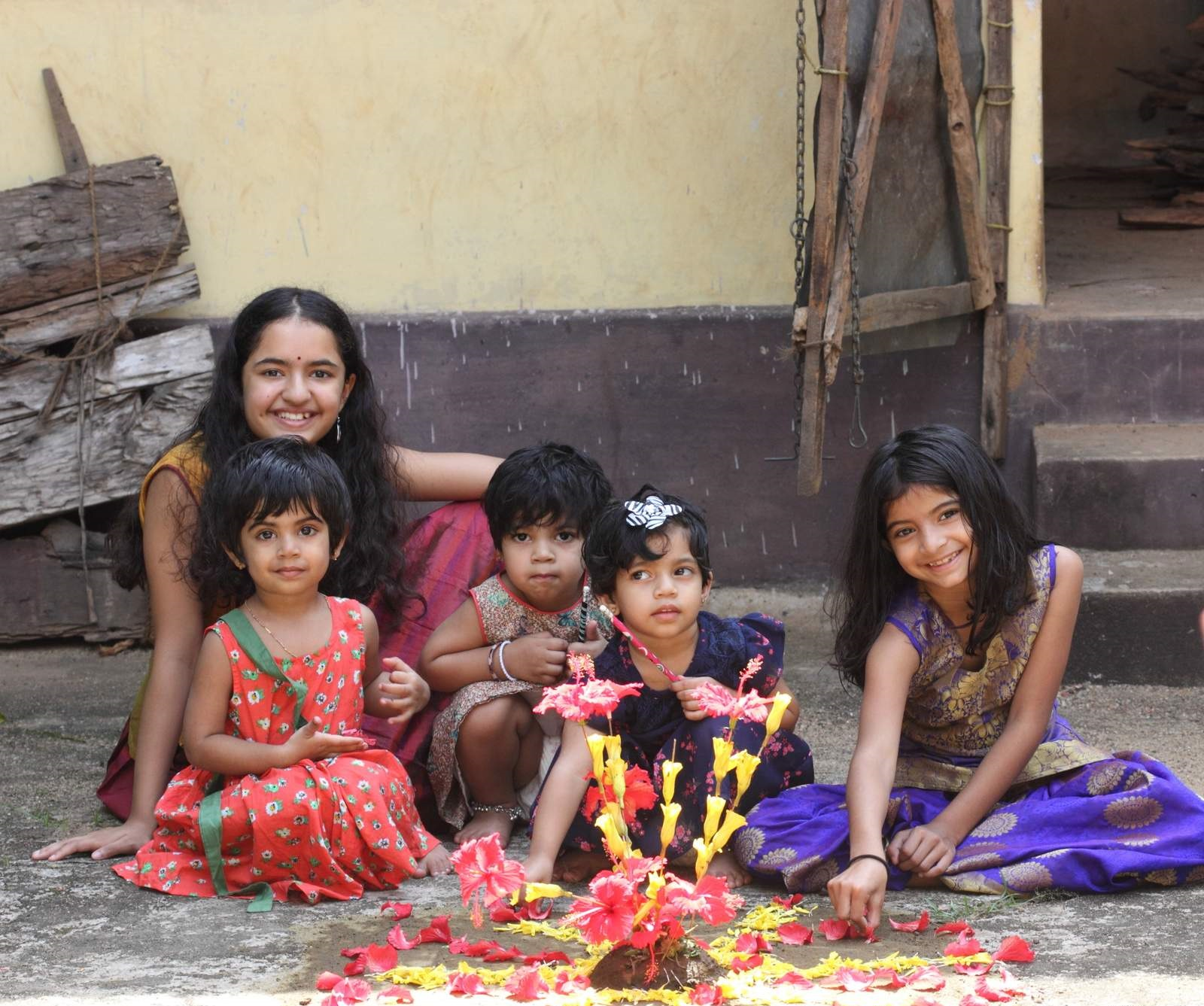
Malajálamové

Malajálamové někdy nazývaní též Kéralité jsou etnická skupina. Malajálamů je zhruba 45 milionů, žijí převážně ve státě Kérala v Indii, kde tvoří 96,7 % populace (asi 34 milionů lidí), přičemž populace je tradičně soustředěna zvláště na Malabárském pobřeží. Ale velké skupiny Malajálamů jsou také v arabských zemích Perského zálivu – přes milion jich žije ve Spojených arabských emirátech, více než půl milionová komunita se nachází také v Kuvajtu, Saúdské Arábii a Kataru. Do těchto zemí Malajálamové odešli ve 2. polovině 20.  století za prací. Malajálamové mluví malajálamštinou, jedním z drávidských jazyků.
V Indii vytvořili v minulosti i relativně nezávislé státy, jako bylo Kočínské království existující od 6. století nebo Travankúr v letech 1729–1949. Zhruba 55 % Malajálamů vyznává hinduismus, ale velké množství z nich přijalo i islám (asi 26 %) a mezi tímto etnikem existuje také velká křesťanská komunita (asi 18 %, viz též malabarský ritus). To je dáno tím, že oblast Malabárského pobřeží byla tradičně ve velmi úzkém kontaktu s Evropany (už od římských časů) a Araby, díky obchodu s kořením.
K nejslavnějším příslušníkům tohoto etnika patří malíř Rádža Ravi Varma, který se proslavil ilustracemi k moderním vydáním eposů Mahábhárata a Ramajána, spisovatelka a aktivistka Arundhati Roy, režisér M. Night Shyamalan nebo indický prezident Kóččeril Ráman Nárájanan.